# Provinz San Ignacio
Die Provinz San Ignacio liegt in der Region Cajamarca im äußersten Norden von Peru. Die Provinz hat eine Fläche von 4990 km². Beim Zensus 2017 lebten 141.474 Menschen in der Provinz. Im Jahr 1993 lag die Einwohnerzahl bei 112.526, im Jahr 2007 bei 131.239. Im Westen der Provinz liegt das nationale Schutzgebiet Tabaconas Namballe. Verwaltungssitz der Provinz ist die Kleinstadt San Ignacio.

## Geographische Lage
Die Provinz San Ignacio liegt im äußersten Norden der Region Cajamarca. Die Provinz erstreckt sich über das Bergland zwischen der peruanischen Westkordillere im Westen und der peruanischen Zentralkordillere im Osten. Im Südwesten erhebt sich der 3970 m hohe Cerro Bravo. Der Río Chinchipe, ein linker Nebenfluss des Río Marañón, durchfließt die Provinz in südsüdöstlicher Richtung und entwässert sie dabei. Dessen Nebenflüsse Río Tabaconas und Río Chirinos durchfließen den Südwesten bzw. den Nordosten der Provinz.
Die Provinz San Ignacio grenzt im Norden an die ecuadorianische Provinz Zamora Chinchipe, im Osten an die Provinz Bagua (Region Amazonas), im Süden an die Provinz Jaén sowie im Westen an die Provinz Huancabamba (Region Piura).

## Verwaltungsgliederung
Die Provinz San Ignacio gliedert sich in folgende sieben Distrikte. Der Distrikt San Ignacio ist Sitz der Provinzverwaltung.
| Distrikt            | Verwaltungssitz     |
| ------------------- | ------------------- |
| Chirinos            | Chirinos            |
| Huarango            | Huarango            |
| La Coipa            | La Coipa            |
| Namballe            | Namballe            |
| San Ignacio         | San Ignacio         |
| San José de Lourdes | San José de Lourdes |
| Tabaconas           | Tabaconas           |